# Bayramhacı, Kocasinan
Bayramhacı là một xã thuộc quận Kocasinan, tỉnh Kayseri, Thổ Nhĩ Kỳ. Dân số thời điểm năm 2008 là 347 người.